# Мартыновка (Челябинская область)
Мартыновка — посёлок в Кизильском районе Челябинской области России. Входит в состав Гранитного сельского поселения.

## География
Посёлок находится на юге Челябинской области, в пределах юго-восточных предгорьий Южного Урала, в степной зоне, на правом берегу реки Сухой (приток Урала), на расстоянии 20 километров по прямой к северо-востоку от села Кизильского, административного центра района. Абсолютная высота 382 метра над уровнем моря.
Климат
Климат резко континентальный с сухим жарким летом и суровой зимой. Среднегодовое количество осадков: 266 мм. Средняя температура самого холодного месяца (января) составляет −17,9 °С, самого тёплого (июля) — +19,9 °С.

## Население
| 2002 | 2010 |
| ---- | ---- |
| 140  | ↘93  |

Гендерный состав
По данным Всероссийской переписи населения 2010 года в гендерной структуре населения мужчины составляли 47,4 %, женщины — 52,6 %.
Национальный состав
Согласно результатам переписи 2002 года, в национальной структуре населения казахи составляли 39 %; русские — 33 %; башкиры — 26 %.

## Улицы
Уличная сеть посёлка состоит из двух улиц:
- Прудная,
- Школьная.